# تپه گوشه محمد مالک
تپه گوشه محمد مالک مربوط به دوره اشکانیان است و در شهرستان خمین، بخش مرکزی، دهستان رستاق، روستای گوشه محمد مالک واقع شده و این اثر در تاریخ ۲۰ اسفند ۱۳۸۵ با شمارهٔ ثبت ۱۸۰۳۲ به‌عنوان یکی از آثار ملی ایران به ثبت رسیده است.